# Lista över En värld av vetande-böcker
Det här är en lista över En värld av vetande-böcker relaterade till Gallimards pocketserie Découvertes Gallimard utgivna på svenska av Berghs förlag. Den svenska bokserien heter En värld av vetande.

## Lista över böcker
| Svensk titel                                         | Fransk titel                                     | Författare                                 | Översättare                        | Serie          | Utg- år | ISBN            |
| ---------------------------------------------------- | ------------------------------------------------ | ------------------------------------------ | ---------------------------------- | -------------- | ------- | --------------- |
| På spaning efter det glömda Egypten(fr)              | À la recherche de l’Égypte oubliée               | Jean Vercoutter(en)                        | Marie Berthelius, Jenny Berthelius | Arkeologi      | 1991    | ISBN 9150210750 |
| Skriftens historia genom sex tusen år                | L’écriture, mémoire des hommes                   | Georges Jean(en)                           | Sven Höglind                       | Kulturhistoria | 1991    | ISBN 915021067X |
| Fossil: avtryck från svunna världar                  | Les fossiles, empreinte des mondes disparus      | Yvette Gayrard-Valy                        | Johanna Hedenberg                  | Naturvetenskap | 1991    | ISBN 9150210661 |
| Vikingatid                                           | Les Vikings, rois des mers                       | Olov Isaksson, Yves Cohat                  | Olov Isaksson?                     | Historia       | 1992    | ISBN 9150210653 |
| Christofer Columbus: upptäckaren och äventyraren     | Christophe Colomb : Amiral de la mer Océane      | Michel Lequenne(fr)                        | Marie Jörgensen                    | Geografi       | 1992    | ISBN 9150210912 |
| Häxor: djävulens förbundna                           | Les sorcières, fiancées de Satan                 | Jean-Michel Sallmann(fr)                   | Marie Jörgensen, Margareta Rye     | Historia       | 1992    | ISBN 915021103X |
| Elefanterna: jordens pelare                          | Les Éléphants, piliers du monde                  | Robert Delort(en)                          | Catharina Wallström                | Naturvetenskap | 1992    | ISBN 9150211013 |
| Rembrandt: ljus och dunkel                           | Rembrandt : Le clair, l’obscur                   | Pascal Bonafoux(en)                        | Martin von Zweigbergk              | Konst          | 1992    | ISBN 9150211072 |
| Picasso: klassiker och revolutionär                  | Picasso : Le sage et le fou                      | Marie-Laure Bernadac, Paule du Bouchet(en) | Katja Waldén                       | Konst          | 1993    | ISBN 9150211463 |
| Tecken och symboler: skriftens dubbelgångare         | Langage de signes : L’écriture et son double     | Georges Jean(en)                           | Gunnel Strömberg                   | Kulturhistoria | 1993    | ISBN 9150211455 |
| Valarnas: liv och död                                | Vie et mort des baleines                         | Yves Cohat                                 | Monica Svedberg                    | Naturvetenskap | 1993    | ISBN 9150211188 |
| Pompeji: den antika staden                           | Pompéi : La cité ensevelie                       | Robert Étienne(en)                         | Sune Karlsson                      | Arkeologi      | 1993    | ISBN 9150211250 |
| Shakespeare och hans samtid                          | Shakespeare : Comme il vous plaira               | François Laroque(en)                       | Katja Waldén                       | Litteratur     | 1994    | ISBN 915021165X |
| Amazonas: i myt och verklighet                       | L’Amazone, un géant blessé                       | Alain Gheerbrant(en)                       | Katja Waldén                       | Geografi       | 1994    | ISBN 9150211706 |
| Universums historia: Big Bang och efteråt            | Le destin de l’univers : Le big bang, et après   | Trịnh Xuân Thuận(en)                       | Annika Gegenheimer                 | Vetenskap      | 1994    | ISBN 9150211838 |
| Dinosauriernas värld                                 | Le monde perdu des dinosaures                    | Jean-Guy Michard                           | Krister Brood                      | Naturvetenskap | 1994    | ISBN 9150211668 |
| Buddhan och vägen till visdom                        | La sagesse du Bouddha                            | Jean Boisselier(en)                        | Katja Waldén                       | Religion       | 1995    | ISBN 9150212036 |
| Einstein: tänkaren och fysikern                      | Einstein : La joie de la pensée                  | Françoise Balibar(en)                      | Sune Karlsson                      | Naturvetenskap | 1995    | ISBN 9150212044 |
| Barns bilder och solen lyste blå                     | i.u.                                             | Katta Nordenfalk                           | i.u.                               | Konst          | 1996    | ISBN 9150212656 |
| Urtidsmänniskan                                      | L’Homme avant l’Homme : Le scénario des origines | Herbert Thomas                             | Solveig Hedberg                    | Vetenskap      | 1996    | ISBN 9150212575 |
| Leonardo da Vinci: konstens och vetenskapens mästare | Léonard de Vinci : Art et science de l’univers   | Alessandro Vezzosi(en)                     | Solveig Hedberg                    | Konst          | 1997    | ISBN 9150212990 |
| Förintelsen: utrotningen av Europas judar            | La Shoah : L’impossible oubli                    | Anne Grynberg(fr)                          | Per Nyqvist                        | Historia       | 1997    | ISBN 9150213008 |
| Jesus från Nasaret                                   | Jésus : Le dieu inattendu                        | Gérard Bessière(en)                        | Gun-Britt Sundström                | Religion       | 1997    | ISBN 915021294X |
| Egyptens mumier: en väg till evigheten               | Les momies : Un voyage dans l’éternité           | Françoise Dunand(en), Roger Lichtenberg    | Per Nyqvist                        | Historia       | 1998    | ISBN 9150213296 |
| Polarforskningens pionjärer                          | Le grand défi des pôles                          | Bertrand Imbert                            | Solveig Hedberg                    | Historia       | 1998    | ISBN 9150213288 |
| Återupptäckten av det gamla Kina                     | La redécouverte de la Chine ancienne             | Corinne Debaine-Francfort(en)              | Anna Gustafsson Chen               | Arkeologi      | 1999    | ISBN 9150213792 |